# أبوسوم تيت الفأر المشعر
أبوسوم تيت الفأر المشعر (الاسم العلمي:Marmosa paraguayana)، هو نوع من الأبوسوم يتواجد في البرازيل وباراغواي والأرجنتين.